# (12053) Turtlestar
(12053) Turtlestar est un astéroïde de la ceinture principale.

## Description
(12053) Turtlestar est un astéroïde de la ceinture principale. Il fut découvert le 9 août 1997 à Heppenheim par l'observatoire de Starkenburg. Il présente une orbite caractérisée par un demi-grand axe de 2,37 UA, une excentricité de 0,14 et une inclinaison de 6,1° par rapport à l'écliptique.

## Compléments